# Óscar Andrés López Arias
Óscar Andrés López Arias (San José, 17 febbraio 1970) è un politico costaricano, è stato il primo cieco ad essere eletto come deputato nell'Assemblea Legislativa e, nonché, fondatore del Partido Accesibilidad Sin Exclusión (PASE).

## Biografia
È il figlio di Rafael López Oviedo e María Cecilia Arias. Era il più giovane di 5 fratelli che durante l'infanzia vissero a Tirrases de Curridabat. Ha studiato all'Escuela Centroamérica, a Tirrases, e poi al Liceo de Curridabat, dal quale ha abbandonato al secondo anno.Dalla nascita è affetto da disabilità visiva (retinite pigmentosa). Studiò canto, musica, discorso commerciale e iniziò gli studi in giurisprudenza, pur non avendo i requisiti minimi per iniziare la carriera universitaria. È stato relatore sui temi della motivazione e dell'auto-miglioramento.2 Prima di venire al Congresso, ha lavorato come consigliere presidenziale sui temi della disabilità, durante il governo di Abel Pacheco (2002-2006). Si è presentato per la prima volta alle elezioni del 2006 come candidato alla carica di deputato e ha ottenuto 25.690 voti, ottenendo la sua elezione in tale posizione per il periodo 2006-2010. È stato Presidente del Consiglio di Amministrazione del Consiglio Nazionale dei Ciechi.

## Carriera politica
Oscar López ha fondato il Partito dell'Accessibilità senza Esclusione il 21 agosto 2004. Il partito si è registrato presso il Tribunale Elettorale Supremo (TSE) l'11 settembre 2005.
Si candida alla Presidenza della Repubblica alle elezioni presidenziali costaricane del 2010, classificandosi sesto, ma con un aumento del numero dei deputati del suo partito da 1 a 4. È stato anche candidato sindaco di San José per le elezioni comunali dello stesso anno. Si è candidato presidente e deputato alle successive elezioni, ottenendo meno dell'1% dei voti ma venendo rieletto deputato per il triennio 2014-2018.